# Sakari Oramo
Sakari Markus Oramo, OBE (Hèlsinki, 26 d'octubre de 1965) és un director d'orquestra finlandès. Des del 2013 és director titular de l'⁣Orquestra Simfònica de la BBC.

## Biografia i carrera
Va començar la seva carrera com a violinista i concertista de l' Orquestra Simfònica de la Ràdio de Finlàndia. El 1989 es va inscriure a la classe de direcció de Jorma Panula a l'Acadèmia Sibelius. El 1993, només un any després d'acabar el curs, va substituir un director malalt a l'Orquestra Simfònica de la Ràdio de Finlàndia. Això va conduir al seu nomenament com a director principal. Oramo també ha treballat amb el conjunt finlandès Avanti!. Oramo es va convertir en director principal convidat de l'Ostrobothnian Chamber Orchestra el 1995 i en un dels seus principals directors el 2009. El 2013 es va convertir en el director artístic de l'orquestra.
El setembre de 1996, Oramo va ser nomenat director principal de la City of Birmingham Symphony Orchestra (CBSO), després d'haver-la dirigit en dos concerts. Després va assumir el càrrec de director musical i assessor artístic el 1998. La seva obra a Birmingham va incloure el Floof! festival de música contemporània. També va defensar la música de John Foulds en concerts i enregistraments amb la CBSO. Del 2003 al 2012, Oramo va ser l'únic director principal de l'Orquestra Simfònica de la Ràdio de Finlàndia.
Va estar a l'avantguarda de les celebracions del 150è aniversari d'Edward Elgar el 2007 i va rebre la Medalla Elgar el 2008 pels seus esforços per avançar en la música d'Elgar. El 2008 va deixar el càrrec de director musical de la CBSO i es va convertir en el director principal convidat de l'orquestra per a la temporada 2008-2009.
L'abril de 2007, Oramo va ser un dels vuit directors d'orquestres britànics que va aprovar el manifest de divulgació de la música clàssica de deu anys, "Construint l'excel·lència: orquestres per al segle XXI", per augmentar la presència de la música clàssica al Regne Unit, inclos el repartiment gratuït d'entrades a tots els escolars britànics a un concert de música clàssica. A més del seu treball de direcció i enregistrament, Oramo també ha publicat articles de premsa sobre música.
El setembre de 2008, Oramo es va convertir en director d'orquestra i assessor artístic de la Royal Stockholm Philharmonic Orchestra. El seu contracte inicial a Estocolm era de tres anys. Amb la Royal Philharmonic Stockholm ha enregistrat simfonies de Robert Schumann. El 2011, el contracte d'Oramo amb la Royal Stockholm Philharmonic es va ampliar fins al 2015. L'abril de 2016, el seu contracte d'Estocolm es va ampliar fins al 2021. Està previst que conclogui la seva direcció principal de la Royal Philharmonic Stockholm a finals de la temporada 2020-2021. Ha realitzat enregistraments comercials amb la Royal Stockholm Philharmonic per a segells com BIS.
L'octubre de 2011, Oramo va fer la seva primera aparició com a convidat amb la BBC Symphony Orchestra (BBC SO), el seu primer compromís amb qualsevol orquestra de Londres. Sobre la base d'aquest concert, el febrer del 2012, Oramo va ser nomenat el 13è director d'orquestra de la BBC SO, que es va fer efectiu la primera nit de la temporada 2013 del Proms. El seu contracte inicial era de tres anys, amb una opció addicional de dos anys. Oramo va ostentar el títol de director d'orquestra designat per a la temporada 2012–2013. El setembre de 2015, la BBC SO va anunciar l'extensió del seu contracte a la temporada 2019-2020. El maig de 2018, la BBC SO va indicar una nova extensió del contracte d'Oramo fins al 2022. L'octubre de 2020, la BBC SO va anunciar una nova pròrroga del contracte d'Oramo com a director d'orquestra fins al setembre de 2023, prevista per després dels Proms de 2023. Ha gravat comercialment amb la BBC SO amb segells com Harmonia Mundi i Chandos, incloent-hi el segon enregistrament comercial de Miss Julie, de William Alwyn.
Oramo està casat amb la soprano finlandesa Anu Komsi i tenen dos fills, Taavi i Leevi. El maig de 2009, Oramo va rebre un OBE honorari per serveis musicals a Birmingham. Oramo i Komsi, juntament amb Annika Mylläri i Robert McLoud, van fundar el West Coast Kokkola Opera el 2004. Actualment, Oramo és el seu vicepresident i director principal. El març de 2017, l'Acadèmia Sibelius va anunciar el nomenament d'Oramo com a professor de formació orquestral i direcció d'orquestra, amb un contracte previst de l'1 de gener de 2020 al 31 de desembre de 2024.